# Jonquières (Oise)
Jonquières település Franciaországban, Oise megyében. Lakosainak száma 600 fő (2022. január 1.). Jonquières Remy, Arsy, Canly, Jaux, Lachelle, Longueil-Sainte-Marie és Le Meux községekkel határos.

## Népesség
A település népességének változása:
| Lakosok száma | 602  | 611  | 629  | 609  | 605  | 602  | 599  | 596  | 600  |
|               | 2013 | 2015 | 2016 | 2017 | 2018 | 2019 | 2020 | 2021 | 2022 |